# 水谷優子
水谷 優子（みずたに ゆうこ、1964年11月4日 - 2016年5月17日）は、日本の声優、女優、歌手。
愛知県海部郡出身（後に大阪府高槻市に転居）。青二プロダクション最終所属。夫はアニメーション演出家の西久保瑞穂。

## 生涯
以前は劇団青年座、ぷろだくしょんバオバブに所属していた。
幼いころは職人になろうと考えていた。その頃、音楽が好きだったため、ピアノを習っており、音楽教師に憧れていた。
中学生のころ、アニメブームの最盛期に書店で声優のムックを入手して職業としての声優を知り、目指した。同時期に舞台にも興味があり、高校時代、ミュージカル部に入部したことがきっかけで舞台への道を突き進む。
「まずは劇団に入らねば」と思い、その当時、住んでいた大阪府の新劇関係を十何個見て歩いたが、「私に合う劇団がなーい」と思っていた。偶々東京都から来ていた劇団青年座の芝居を見ていた時に、ミュージカルではないが、ミュージカルに通じる凄いパワフルなエネルギーのようなものをガーンと受けて「青年座にしよう!」と思った。心の片隅には、「青年座には島本須美さんもいるから、もしかしたら声優も出来るかも知れない」と思ったりして、迷わずに劇団青年座を選んだ。大阪府立島本高等学校卒業後、「やはり自分にはこの道しかない」と思い、上京。1985年劇団青年座研究所卒業後、1989年まで青年座映画放送部所属。テレビドラマなどのテレビ出演の一方、1985年に『機動戦士Ζガンダム』の飛行場アナウンサー役でデビュー。『Ζガンダム』のサラ・ザビアロフ役を経て、『マシンロボ クロノスの大逆襲』のレイナ・ストール役や『赤い光弾ジリオン』のアップル役などの演技が評価され、人気を得ていった。1988年に『エースをねらえ!2』の岡ひろみ役で初主演を果たす。
1989年頃よりディズニーのミニーマウスの日本語吹き替えを担当。アニメ、ゲームの他、東京ディズニーリゾートではアトラクションやショー、パレード、エレベータ内アナウンスなどでもミニーマウスとして声の出演をしている。
1990年に放送が開始された『ちびまる子ちゃん』では、お姉ちゃん（さくらさきこ）役を死去するまで演じ、当たり役となった。
『キャッ党忍伝てやんでえ』で共演した折笠愛とは、声優ユニット・MIPPLEとして活動したこともある。名前の由来は、水谷が演じた「おミツ」と折笠が演じた「プルルン」の名前から付けられている。
林原めぐみとは、声優ユニット・Drinkとして活動した経験を持つ。水谷が主人公のアセンブラを演じた『Compiler』の続編『アセンブラ0X』で、林原演じる天堂寺恵とユニットを結成し、実際に「Drink」名義での楽曲を歌っている。さらに、OVA『元祖爆れつハンター』では林原と姉妹役で共演し、エンディングテーマ「Whip on darling」を林原とデュエットしている。このほか、林原、富沢美智恵との3人による声優ユニット「ARIEL」として、キャンディーズの『危い土曜日』をカバーしたこともある。
1994年11月19日、西久保瑞穂と結婚。西久保は『赤い光弾ジリオン』や『天空戦記シュラト』などの出演作で監督を務めていた。
2011年9月までぷろだくしょんバオバブに所属していた。その後フリー期間を経て、2012年12月1日より青二プロダクションに所属。
2016年5月17日、乳癌のため東京都内の病院にて死去。51歳没。2年ほど前に乳癌の摘出手術を受けており、『ちびまる子ちゃん』のアフレコも5月22日・29日放送分を収録した4月22日まで参加していたが、一週間後に体調が悪化して入院していたという。また、病名に関しても限られた人物に明かしていたという。訃報を受けて『ちびまる子ちゃん』公式サイトでもスタッフが追悼コメントを出したほか、原作者のさくらももこもブログで追悼のコメントを発表、声優仲間や業界関係者、ファンもTwitterなどのネット上で追悼の声を寄せている。また死去に伴い、あかほりさとると共に前身番組から数えて10年以上続けてきたラジオ番組『一生ポリケロ』も同年5月28日付放送分で終了することとなった。
夫の西久保によると、病室に台本を持ち込むなど、本人としては仕事を継続する意思を示していたという。しかし、回復することなく「仕事に行きたい」が期せずして最期の言葉となった。
死去から約1か月半後の7月3日にお別れの壮行会「あえてよかった」が青山葬儀所でおこなわれ、ファン関係者約800人が参列し、共演歴のある関俊彦や井上和彦、TARAKO、すずきまゆみ、山野さと子らが登壇。仕事の都合で駆けつけることができなかった大塚明夫はビデオメッセージにて水谷との思い出を語った。

## 特色
声種はソプラノ。
演技の幅は広く、クールビューティーな役、幼女役、少年役もそつなくこなしていた実力派だった。
幼い頃から特徴的な高い声であったため、「優子ちゃんはどこから声を出してるの？」とよく聞かれていた。それに対して水谷は「たぶん頭の上から出していたんだと思う」と話していた。
出崎統、あかほりさとる作品によく声をあてていた。とくに出崎からはその声の演技が高く評価され、『エースをねらえ!』で主演して以降、出崎作品ではしばしば重要な役に配置されていた。

## 人物像
かなり演技に入り込む性格で、アフレコ中に台詞と同時に体を動かしてNGを出したり、挙句の果てには隣の声優を殴ることもあったという。このため、同業者の中には「アクション声優」と呼ぶ者もいた。
尊敬する声優として、『ちびまる子ちゃん』で共演し、事務所の先輩でもあった富山敬を挙げていた。
かつて同じ事務所に所属していた川上とも子とは、「血の繋がりがあるみたい」と語るほど仲が良かった。
山下達郎の大ファンであった。山下の歌に感銘を受けてアカペラのアルバムを作ったり、生前最後に行ったライブは山下のライブだったという。
水谷が亡くなって2日後、公式に訃報が発表された際、多くの同業者や業界関係者が追悼のコメントを上げた。立木文彦は自身のTwitterで「親戚でも家族でもないってのに 同業者の、それも早すぎる訃報は胸がせつなくて、こたえるなぁ 水谷さん、本当に良い人で、もうねあの笑顔しか浮かばない、そんなお人柄だった。ご冥福をお祈りします。」と投稿した。
ラジオのパーソナリティを一緒に務めていたあかほりさとるは、水谷死去後の2016年5月23日の放送回にて、長年やっていたラジオで三度水谷と大喧嘩をしたことを告白。水谷が亡くなる1年前に起こったという、三度目の大喧嘩の際、あかほりは「もう一緒にやりたくない」と水谷に言ってしまう。それに対し水谷は「こんなのでポリケロが終わるのだけは嫌。ポリちゃん本当にそれでいいの？」とはっきりと言ったという。後日、改めて話し合いをした際、あかほりに水谷は「ポリちゃん、何か溜まってる？私に何かずっと言いたかったことがあった？」と聞いてきたという。水谷のプロとしての意識の高さ、そして水谷の人柄に圧倒されたエピソードを語った。
趣味は読書、映画鑑賞、ボーリング、ゲーム、テーマパーク、ミュージカル観賞。特技はボーリング、歌唱、ディズニー案内。
資格・免許普通自動車免許、スキューバダイビング。

### 出演作品との関わり
『マシンロボ クロノスの大逆襲』でレイナ・ストールを担当していた頃、浜村淳がパーソナリティを務めるラジオ大阪の人気ラジオ番組『サタディ・バチョン』に、「新人声優をやっている者」として投稿、採用されたことがある。
『デジモンアドベンチャー』に武之内空役として声をあてていた頃、自身のラジオ番組『アニメ探偵団II』では1999年-2001年頃までデジモンに関する便りが全体の3、4割を占めていたことがある。そのため、番組内では頻繁にデジモンの話題をしていた。
2006年8月25日の『朝日新聞』夕刊の「コミック・ブレーク Vol.83」のインタビューでは、幼い頃に『ブラック・ジャック』をよく読んでいたことを語っている。また、ピノコのようなキャラクターを好んでいたという。
作品に多く出演したあかほりさとるとは、ラジオ番組『ポリケロいろいろ』などで一緒にパーソナリティを務めており、その縁で逝去後におこなわれたお別れ会ではあかほりが司会を務めている。

### その他
好きな動物はイルカ。イルカショーのお姉さんに強く憧れたことがあり、声優紹介番組『ヴォイスアクター』の企画にてイルカショーの体験をさせてもらうことができ、興奮を隠せないでいた。イルカグッズが所狭しと並んだ部屋も映されており、オンエアの間、ひたすらイルカの話尽くしであった。

## 後任
水谷の没後、持ち役を引き継いだ人物は以下の通り。
| 後任       | 役名                                 | 概要作品                            | 後任の初担当作品                             |
| ---------- | ------------------------------------ | ----------------------------------- | -------------------------------------------- |
| 豊嶋真千子 | お姉ちゃん（さくらさきこ）           | 『ちびまる子ちゃん』                | 2016年6月5日放送回                           |
| 豊嶋真千子 | 内田恵子                             | 『ちびまる子ちゃん』                | 2016年6月12日放送回                          |
| 豊嶋真千子 | 若林                                 | 『ちびまる子ちゃん』                | 2016年6月5日放送回                           |
| 豊嶋真千子 | 永沢の母                             | 『ちびまる子ちゃん』                | 初担当時期不明                               |
| 豊嶋真千子 | 山根の母                             | 『ちびまる子ちゃん』                | 初担当時期不明                               |
| 豊嶋真千子 | かよちゃんの母                       | 『ちびまる子ちゃん』                | 初担当時期不明                               |
| 豊嶋真千子 | お父さん（さくらヒロシ）（少年時代） | 『ちびまる子ちゃん』                | 初担当時期不明                               |
| 遠藤綾     | ミニーマウス                         | 『ディズニー』                      | 『ディズニー・オン・アイス』2016年公演       |
| 遠藤綾     | カリス・ノーティラス                 | 『機動新世紀ガンダムX』             | 『機動戦士ガンダム エクストリームバーサス2』 |
| 遠藤綾     | アイリス                             | 『ロックマンX4』                    | 『ロックマンX DiVE』                         |
| 佐藤朱     | 副音声・解説放送                     | 『それいけ!アンパンマン』           | 2016年7月15日放送回                          |
| 金月真美   | おくらちゃん                         | 『それいけ!アンパンマン』           | 2018年3月16日放送回                          |
| 富沢美智恵 | 九羅密美星                           | 『天地無用!魎皇鬼』                 | 第4期                                        |
| 土井美加   | アンドレア・ザッカーマン             | 『ビバリーヒルズ青春白書』          | 『ビバリーヒルズ再会白書』                   |
| 山崎和佳奈 | 月野育子                             | 『美少女戦士セーラームーンCrystal』 | 『劇場版 美少女戦士セーラームーンCosmos』    |
| 白石涼子   | 武之内空                             | 『デジモンアドベンチャー』          | 『共闘ことばRPG コトダマン』                 |

## 出演
太字はメインキャラクター。

### テレビアニメ
1985年
- 機動戦士Ζガンダム（飛行場アナウンサー、サラ・ザビアロフ、スチュワーデス、チェーミン・ノア）
- ダーティペア（アナウンサー、女の子、チッチ、警備員、クリーミーギャル）

1986年
- 機動戦士ガンダムΖΖ（ミリィ・チルダー）
- ドテラマン（サイコーユ鬼）
- マシンロボ クロノスの大逆襲（レイナ・ストール）

1987年
- 赤い光弾ジリオン（アップル）
- エスパー魔美（1987年 - 1989年、ミドリ、女）
- 機甲戦記ドラグナー（女、女の子、コンピューター、ベティ）
- シティーハンター（岩井善美）

1988年
- F-エフ（ユキ）
- それいけ!アンパンマン（1988年 - 2016年、ほしのこルルン、ウサ子〈初代〉、マリリン、カレン〈初代〉、おこさまランチくん、パインちゃん〈初代〉、サンド姫〈初代〉、とんかつ姫、おくらちゃん〈初代〉）
- トッポ・ジージョ（ミミ、客、つばめ、サッカー観客、女の子、チコ、メリル、女店員A、助手） - 2シリーズ
- ビリ犬（1988年 - 1989年、秋木ヨーコ、ミミ） - 2シリーズ
- 魔神英雄伝ワタル（モモ、コノミー）
- ミスター味っ子（1988年 - 1989年、女店員A、月子、絹子）

1989年
- アイドル伝説えり子（山口カオリ、キャサリン、レポーター）
- 青いブリンク（ポロン、アフロ）
- おぼっちゃまくん（1989年 - 1990年、子犬 他）
- 昆虫物語 みなしごハッチ（アントン、バッタ、アリの男の子）
- 天空戦記シュラト（1989年 - 1990年、ラクシュ）
- 桃太郎伝説（かぐや姫〈2代目〉）
- レスラー軍団〈銀河編〉 聖戦士ロビンJr.（黄バラ姫、チャチャ星宮）

1990年
- アイドル天使ようこそようこ（1990年 - 1991年、星花京子）
- からくり剣豪伝ムサシロード（1990年 - 1991年、オツル）
- NG騎士ラムネ&40（オトト姫、カスガーノ）
- キャッ党忍伝てやんでえ（1990年 - 1991年、おミツ、伊津茂乃母、チョイナー7号）
- たいむとらぶるトンデケマン!（アントワネット）
- ちびまる子ちゃん（1990年 - 2016年、お姉ちゃん / さくらさきこ〈初代〉、ゆうこちゃん、女の子、少年時代のお父さん〈さくらヒロシ〉、伊藤ゆみ子〈代役〉、内田恵子〈初代〉、若林〈初代〉、永沢の母〈初代〉、山根の母〈初代〉、かよちゃんの母〈初代〉 他） - 2シリーズ
- ふしぎの海のナディア（1990年 - 1991年、マリー、イコリーナ 他）
- YAWARA!（1990年 - 1992年、テレシコワ、女生徒A）
- 勇者エクスカイザー（クミコ）

1991年
- 機甲警察メタルジャック（ミムル）
- 緊急発進セイバーキッズ（クレオパトラ）
- ジャンケンマン（アイコ）
- 笑ゥせぇるすまん（ひとみ）

1992年
- あしたへフリーキック（アリッサ・モンティーノ）
- 花の魔法使いマリーベル（ポーラ）
- 宇宙の騎士テッカマンブレード（1992年 - 1993年、ミユキ / テッカマン・レイピア、ノアルの母）
- 少年アシベ2（1992年 - 1993年、南先生、あづみ、まおちゃんのママ 他）
- ボーイフレンド（戸川亜季）

1994年
- 愛と勇気のピッグガール とんでぶーりん（国分リカコ）
- 機動武闘伝Gガンダム（1994年 - 1995年、ブラック・ジョーカー）
- クレヨンしんちゃん（白井好子）
- 白雪姫の伝説（メムル）
- 超くせになりそう（成城さやか）
- 七つの海のティコ（シェリル）
- 覇王大系リューナイト（1994年 - 1995年、イオリ）
- 幽☆遊☆白書（泪）

1995年
- 愛天使伝説ウェディングピーチ（じゃ魔ッチョ）
- 恐竜冒険記ジュラトリッパー（姫）
- 天地無用!（1995年 - 2014年、美星） - 3シリーズ
- 飛べ!イサミ（ジャスミン）
- 爆れつハンター（1995年 - 1996年、ショコラ・ミス）

1996年
- きこちゃんすまいる（1996年 - 1997年、めぐみ先生）
- 機動戦艦ナデシコ（アクア・クリムゾン）
- 機動新世紀ガンダムX（カリス・ノーティラス）
- セイバーマリオネットJ（1996年 - 1999年、ルクス） - 2シリーズ
- バケツでごはん（フラジー）
- 魔法少女プリティサミー（水谷美星）
- 勇者指令ダグオン（1996年 - 1997年、エリカ）

1997年
- EAT-MAN（マルディ・ガーツ中佐）
- エルフを狩るモノたちII（ナンシー・ナーガ）
- 学級王ヤマザキ（乳母川メメ子先生、ナカモト）
- 白鯨伝説（ラッキー・ラック）
- はれときどきぶた（おばあちゃん）
- モジャ公（プンプン）
- るろうに剣心 -明治剣客浪漫譚-（お里）

1998年
- ヴァイスクロイツ（トート）
- 吸血姫美夕（冷羽の母）
- 金田一少年の事件簿（宗像さつき）
- サイレントメビウス（アセンブラ）
- SHADOW SKILL -影技-（フォウリィー）
- 突撃!パッパラ隊（江口夏海）
- ももいろシスターズ（大谷ゆかり）

1999年
- アークザラッド（ククル）
- エクセル・サーガ（大宇宙の大いなる意志）
- 週刊ストーリーランド（1999年 - 2000年、栞、貯金箱）
- デジモンアドベンチャー（武之内空、八神裕子、オタマモン）
- パワーストーン（ジェーン）
- 火魅子伝（伊万里）
- Bビーダマン爆外伝V（キャリー）

2000年
- 機巧奇傳ヒヲウ戦記（アレキサンデル）
- デジモンアドベンチャー02（武之内空、八神裕子、チチョスの母、ヤマトと空の娘）
- 手塚治虫が消えた!? 20世紀最後の怪事件（ピノコ）
- 名探偵コナン（子門しのぶ）
- 六門天外モンコレナイト（極稀並子、ジャーネ）

2001年
- 犬夜叉（蒼天）
- ゴーゴー五つ子ら・ん・ど（森野きのこ）
- 地球防衛家族（江島ジュンコ）
- パラッパラッパー（スイーティ）
- 星のカービィ（2001年 - 2003年、メーム、メーベル、ミニガルボ、ワドルドゥ、ファンファン、デビルフロッグ）

2002年
- アベノ橋魔法☆商店街（越智さん）
- 天地無用! GXP（九羅密美兎跳、九羅密美星、ナB子）
- 爆闘宣言ダイガンダー（ブリジット）
- 冒険者（ベアトリス）

2003年
- E'S OTHERWISE（茅一美）
- L/R -Licensed by Royal-（リンダ・キューブリック）
- 金色のガッシュベル!!（姉）
- シンデレラボーイ（ケイ）
- ブラック・ジャック2時間スペシャル～命をめぐる4つの奇跡～（ピノコ）
- 魔法遣いに大切なこと（幸子）

2004年
- アガサ・クリスティーの名探偵ポワロとマープル（ミーガン）
- ブラック・ジャック（ピノコ）
- 遊☆戯☆王デュエルモンスターズGX（サラ）

2005年
- あかほり外道アワーらぶげ（ケロリン）
- まじめにふまじめ かいけつゾロリ（2005年 - 2006年、スノウ、夫人）
- 雪の女王（クラウス）

2006年
- おとぎ銃士 赤ずきん（語り鳥）
- かしまし 〜ガール・ミーツ・ガール〜（月並子）
- シルクロード少年 ユート（リン）
- スーパーロボット大戦OG -ディバイン・ウォーズ-（エクセレン・ブロウニング）
- 妖逆門（三志郎の母）
- ブラック・ジャック21（ピノコ）

2007年
- スケッチブック 〜full color's〜（おばあさん）
- ロビーとケロビー（ドビン、ナベ王妃、ピロ吉）

2008年
- RD 潜脳調査室（蒼井ミズホ）
- ウルトラヴァイオレット コード044（カラス）

2009年
- はっけん たいけん だいすき! しまじろう（アント）

2010年
- 屍鬼（尾崎恭子、安森厚子）
- スーパーロボット大戦OG -ジ・インスペクター-（エクセレン・ブロウニング、レモン・ブロウニング、アルフィミィ）
- ちゅーぶら!!（女将）

2011年
- Aチャンネル（るんの母）

2013年
- 探検ドリランド -1000年の真宝-（雷光魔導ソフィア）

2014年
- 暴れん坊力士!!松太郎（南令子）
- ポケットモンスター XY（モナーク）
- ONE PIECE “3D2Y” エースの死を越えて! ルフィ仲間との誓い（ナイチン）

2015年
- ローリング☆ガールズ（鈴本文）

2016年
- 美少女戦士セーラームーンCrystal Season III（月野育子）

### 劇場アニメ
1988年
- となりのトトロ（リョウコちゃん）
- ドラえもん のび太のパラレル西遊記（リンレイ）

1989年
- ヴイナス戦記（マギー / マーゴット・ナカモト）

1990年
- 「エイジ」（高杉まりな）
- ちびまる子ちゃん（お姉ちゃん）

1992年
- ちびまる子ちゃん わたしの好きな歌（お姉ちゃん）

1993年
- 蒼い記憶 満蒙開拓と少年たち（河村スミ子）

1995年
- クレヨンしんちゃん 雲黒斎の野望（雪乃）

1996年
- APO APOワールド ジャイアント馬場90分一本勝負（モト子）
- 天地無用!in LOVE（美星）
- ブラック・ジャック 劇場版（ピノコ）

1997年
- 天地無用!真夏のイヴ（美星）

1999年
- 天地無用!inLOVE2 遥かなる想い（美星）

2000年
- 劇場版 六門天外モンコレナイト〜伝説のファイア ドラゴン〜（ジャーネ、極稀並子）
- デジモンアドベンチャー ぼくらのウォーゲーム!（武之内空、八神裕子）
- デジモンアドベンチャー02 デジモンハリケーン上陸!!/超絶進化!!黄金のデジメンタル（武之内空）

2001年
- いのちの地球 ダイオキシンの夏（アンナ）
- デジモンアドベンチャー02 ディアボロモンの逆襲（武之内空）

2002年
- 夢かける高原 清里の父 ポール・ラッシュ（植松喜久江）

2003年
- もも子、かえるの歌がきこえるよ。（文也の母）

2004年
- DEAD LEAVES（ギャラクティカ）
- ドラえもん のび太のワンニャン時空伝（ズブ）

2005年
- ブラック・ジャック ふたりの黒い医者（ピノコ）

2006年
- 劇場版 どうぶつの森（ぺりみ）

2008年
- 名探偵コナン 戦慄の楽譜（千草らら）

2010年
- イヴの時間 劇場版（向坂ナオコ）
- 銀幕ヘタリア Axis Powers Paint it, White（白くぬれ!）（ジャニス）

2015年
- ちびまる子ちゃん イタリアから来た少年（お姉ちゃん）

### OVA
1987年
- ガルフォース（スピア、アン） - 2作品
- ハイスクールAGENT（里中）
- 魔境外伝レディウス（ユタ / クラディノーバ・レイ）

1988年
- 赤い光弾ジリオン 歌姫夜曲（アップル）
- 宇宙家族カールビンソン（ベルカ）
- エースをねらえ!2（岡ひろみ）
- 風を抜け!（桐生純）
- バブルガムクライシス（アンリ）
- レイナ剣狼伝説（レイナ・ストール）
- 六神合体ゴッドマーズ 十七歳の伝説（ルルゥ）

1989年
- エースをねらえ!ファイナルステージ（岡ひろみ）
- ARIEL（1989年 - 1991年、絢）
- エンゼルコップ（フレア）
- がきデカ（木の内モモ子）
- 寒月一凍悪霊斬り（武田香織）
- 強殖装甲ガイバー（瀬川瑞紀）
- 風魔の小次郎（北条姫子）
- 妖魔（琴音）

1990年
- 押忍!!空手部（五月恵）
- きまぐれオレンジ☆ロード 恋のステージ=HEART ON FIRE! （しおり）
- 戦国武将列伝 爆風童子ヒッサツマン（パージョ）
- B・B（すーちゃん）
- ライトニングトラップ レイナ&ライカ（遥麗奈）

1991年
- ザ・学園超女隊（由美）
- 3×3 EYES（浅井夏子）
- ドラゴンナイト（ルナ）
- 星くずパラダイス（伊集院ありす）
- 魔宮戦場2（彩・ローズ）
- 一つの花（ゆみ子、山之内光子）

1992年
- 愛物語 9 LOVE STORIES
- 永遠のフィレーナ（リラ）
- 幻想叙譚エルシア（サラ）
- KO世紀ビースト三獣士（V・ジョーン）
- 天地無用! 魎皇鬼（第一期）（九羅密美星）
- 放課後のティンカー・ベル（渡辺ミサコ）

1993年
- アイドル防衛隊ハミングバード（中條仁美）
- 砂の薔薇 雪の黙示録（リン）
- ブラック・ジャック（ピノコ）
- MINKY MOMO IN 夢にかける橋（花屋の娘）
- 流星機ガクセイバー（1993年 - 1994年、安藤新菜）

1994年
- COMPILER FESTA（アセンブラ）
- 天地無用! 魎皇鬼（第二期）（九羅密美星）
- らんま1/2（くるみ）
- リカちゃんとヤマネコ 星の旅（南天）

1995年
- 学校の幽霊
- 銀河お嬢様伝説ユナ〜哀しみのセイレーン〜（プリンセス・ミラージュ）
- GOLDEN BOY さすらいのお勉強野郎（インストラクターA〈女〉）
- SMガールズ セイバーマリオネットR（キャニー）
- 魔法少女プリティサミー（水谷美星）

1996年
- 元祖 爆れつハンター（ショコラ・ミス）
- 銀河お嬢様伝説ユナ〜深闇のフェアリィ〜（プリンセス・ミラージュ）
- ぞくぞく村のオバケたち（ナオミ）

1997年
- 永久家族（アキコ）
- またまたセイバーマリオネットJ（ルクス）
- 超光速グランドール（天樹ミキ）

1998年
- ゲキ・ガンガー3 熱血大決戦!!（アクアマリン、ティエリィ、ドルガー）

1999年
- グラビテーション（新堂真衣子）

2000年
- ブラック・ジャック 空からきた子ども（ピノコ）

2003年
- アーリーレインズ（ヘレン・ウィルマン）
- 天地無用! 魎皇鬼（第三期）（九羅密美星、九羅密美兎跳）

2005年
- スーパーロボット大戦ORIGINAL GENERATION THE ANIMATION（エクセレン・ブロウニング）

2008年
- やなせたかしメルヘン劇場 セントバーナードとたびびと アニーとコラ（コラ）

2011年
- ブラック・ジャックFINAL（ピノコ）

2012年
- Aチャンネル+smile（るんの母）

### Webアニメ
- イヴの時間（2008年、向坂ナオコ）
- 美少女戦士セーラームーンCrystal（2014年、月野育子[80][81]）
- ニンジャスレイヤー フロムアニメイシヨン（2015年、フブキ・ナハタ[82]）

### ゲーム
2017年以降の一部の出演作品は、生前の収録音声を使用したライブラリ出演。
1990年
- 雀偵物語2 宇宙探偵ディバン 出動編（マリー）

1991年
- 惑星ウッドストック ファンキーホラーバンド（エリス）

1992年
- 雀偵物語2 宇宙探偵ディバン 完結編（マリー）
- YAWARA!2
- ライズ・オブ・ザ・ドラゴン（パメラ・リットン）

1993年
- 雀偵物語3（アリス）
- ふしぎの海のナディア（マリー、イコリーナ）
- フラッシュハイダース（ハーマン・ド・エラン）
- ムーンライトレディ（姫神麗子 / ミネルヴァ）

1994年
- アイドル雀士スーチーパイ（1994年 - 1996年、槙枝早苗） - 5作品
- クリスタルリナール -逢魔の迷宮-（ファジル・エムル）
- KO世紀ビースト三獣士 〜ガイア復活　完結編〜（V・ジョーン）
- ぷよぷよCD（ドラコケンタウロス、スキヤポデス）
- 聖戦士伝承・雀卓の騎士（オリビー＝マウ）

1995年
- バトルタイクーン（ハーマン）
- カブキ 一刀涼談（阿国）
- 銀河お嬢様伝説ユナ2 永遠のプリンセス（プリンセス・ミラージュ）
- ちびまる子ちゃん まる子絵日記ワールド（お姉ちゃん〈さくらさきこ〉）
- ちびまる子ちゃんの対戦ぱずるだま（お姉ちゃん）
- 同級生（田町ひろみ）

1996年
- 王国のグランシェフ
- 銀河お嬢様伝説ユナFX 哀しみのセイレーン（プリンセス・ミラージュ）
- チップちゃんキィーック!（マロン）
- ちびまる子ちゃん まる子デラックスクイズ（お姉ちゃん）
- DE・JA（がちゃ子〈本多美々子〉）
- はるかぜ戦隊Vフォース（ガイチ・カスバ）
- ぷよぷよCD通（ドラコケンタウロス）
- ラングリッサーIII（ソフィア、コティ）

1997年
- EVE burst error（プリン）
- 銀河お嬢様伝説ユナ3 LIGHTNING ANGEL（プリンセス・ミラージュ）
- シルエットミラージュ（ゾファルSP）
- スーパーロボット大戦F / F完結編（1997年 - 1998年、ミリィ・チルダー、ジュスティヌ・シャフラワース） - 2作品
- 魔法少女プリティサミー 恐るべし身体測定!核爆発5秒前!!（美星）
- 仙窟活龍大戦カオスシード（林玲蘭、アナウンス、窟子仙）
- 対戦ホットギミック（鈴木初音）
- バルクスラッシュ（コロン・スタイナー）
- 魔法少女プリティサミー（1997年 - 1998年、美星） - 2作品
- ロックマンX4（アイリス）

1998年
- アイドル雀士スーチーパイ発売5周年記念めちゃ限定版○得パッケージ（槙枝早苗）
- EVE The Lost One（プリシア）
- 火星物語（藍色の風）
- 機動戦艦ナデシコ The blank of 3years（ラビオ・パトレッタ）
- 銀河お嬢様伝説ユナ FINAL EDITION（プリンセス・ミラージュ）
- 新世紀エヴァンゲリオン エヴァと愉快な仲間たち（マリー）
- スーチーパイアドベンチャー ドキドキナイトメア（槙枝早苗）
- 仙窟活龍大戦カオスシード（林玲蘭）
- 速攻生徒会（榊原優子）
- ダブルキャスト（篠原遥）
- ドラゴンフォースII -神去りし大地に-（カエデ）
- 魔法少女プリティサミー ハートのきもち（美星）
- みつめてナイト（スー・グラフトン）
- YAKATA NIGHTMARE PROJECT（川口ミルコ）

1999年
- SDガンダム GGENERATION（1999年 - 2012年、ジオン兵オペレーター女〈ZERO・PORTABLE〉、サラ・ザビアロフ〈ZERO - PORTABLE〉、ナヴィ、ブラックジョーカー、カリス・ノーティラス〈F - OVER WORLD〉、トリッシュ・ベネット） - 10作品
- スーパーロボット大戦コンプリートボックス（サラ・ザビアロフ）
- ハイスクール・オブ・ブリッツ
- 火魅子伝〜恋解〜（伊万里）
- ぷよぷよ〜ん（ウィッチ）
- フレンズ 〜青春の輝き〜（狩野真琴）
- マジカルドロップF 大冒険もラクじゃない!（ジャスティス、ハイプリエステス）
- ラブラブトロッコ　〜二人の恋のメロディ〜（ダイナ）
- ロビット・モン・ジャ（コニシさん、ドットピンク）

2000年
- スーパーロボット大戦α（サラ・ザビアロフ、ミリィ・チルダー）

2001年
- グローランサーII（カレン・ラングレー、ピエトロ）
- スーパーロボット大戦α外伝（カリス・ノーティラス）
- ルナ・ウイング 〜時を越えた聖戦〜（チロル）

2002年
- キングダム ハーツ（ミニー王妃）
- グランディア エクストリーム（カーマイン）
- スーパーロボット大戦IMPACT（エクセレン・ブロウニング、アルフィミィ、レイナ・ストール）
- ビストロ・きゅーぴっと（ラム・テイル）

2003年
- 機動戦士Ζガンダム エゥーゴvs.ティターンズ（サラ・ザビアロフ）
- SNOW（佐伯つぐみ）

2004年
- スーパーロボット大戦MX（レイナ・ストール）
- テイルズ オブ リバース（ミリッツァ）

2005年
- キングダム ハーツII（ミニー王妃）
- スーパーロボット大戦MX ポータブル（レイナ・ストール）
- NAMCO x CAPCOM（トビ・マスヨ、片那）
- ふしぎの海のナディア〜Inherit the Bluewater〜（マリー）

2006年
- かしまし 〜ガール・ミーツ・ガール〜 「初めての夏物語。」（月並子）
- 遊☆戯☆王デュエルモンスターズGX タッグフォース（サラ）

2007年
- スーパーロボット大戦OG ORIGINAL GENERATIONS（エクセレン・ブロウニング、アルフィミィ、レモン・ブロウニング）
- スーパーロボット大戦OG外伝（エクセレン・ブロウニング、アルフィミィ、レモン・ブロウニング）
- 遊☆戯☆王デュエルモンスターズGX タッグフォース2（サラ）

2008年
- スーパーロボット大戦A PORTABLE（レモン・ブロウニング）
- スーパーロボット大戦Z（カリス・ノーティラス）
- 遊☆戯☆王デュエルモンスターズGX タッグフォース3（サラ）

2009年
- ちびまる子ちゃんDS まるちゃんのまち（おねえちゃん）

2010年
- キングダム ハーツ バース バイ スリープ（ミニー王妃）
- 無限のフロンティアEXCEED スーパーロボット大戦OGサーガ（アルフィミィ、片那、百夜）

2011年
- Kinect: ディズニーランド・アドベンチャーズ（ミニーマウス）
- デジモンクロスウォーズ　超デジカ大戦（武ノ内空）

2012年
- キングダム ハーツ 3D ［ドリーム ドロップ ディスタンス］（ミニー王妃）
- 第2次スーパーロボット大戦OG（エクセレン・ブロウニング、アルフィミィ、ジェスティヌ・シャフラワース）
- PROJECT X ZONE（アイリス、片那、亜片那、白夜・改）

2013年
- スーパーロボット大戦OG INFINITE BATTLE（エクセレン・ブロウニング）
- デジモンアドベンチャー（武之内空）

2015年
- PROJECT X ZONE 2:BRAVE NEW WORLD（片那、亜片那、白夜・改）

2016年
- EVE burst error R（プリン）
- スーパーロボット大戦OG ムーン・デュエラーズ（エクセレン・ブロウニング、アルフィミィ）

2017年
- スーパーロボット大戦X-Ω（エクセレン・ブロウニング）

2018年
- モンスターストライク（ミニーマウス）

2021年
- スーパーロボット大戦DD（2021年 - 2022年、エクセレン・ブロウニング、アルフィミィ）
- スーパーロボット大戦30（エクセレン・ブロウニング） - DLC追加キャラクター

### ドラマCD
- アレサ 〜魔法人形のレクイエム〜（エルナ）
- あのこに1000%（河原梓）
  - あのこに1000%
  - あのこに1000% FINAL
- 精霊使い（齢見右）
- 天空戦記シュラト
  - 天空戦記シュラト Soul Lovers Only!
  - 天空戦記シュラト 八部衆 THE WORLD
- 快傑蒸気探偵団（周鈴々）
- ガンドライバー（ルビー）
- Compiler
  - コミックスイメージ コンパイラ
  - コミックスイメージ アセンブラ
  - コミックスイメージ インタプリタ
- 思春期未満お断り
- スーパーロボット大戦OG THE SOUND CINEMA（エクセレン・ブロウニング）
- スーパーロボット大戦OG ジ・インスペクター ドラマCD vol.2（エクセレン・ブロウニング、アルフィミィ、レモン・ブロウニング）
- スーパーロボット大戦OG×無限のフロンティア スペシャルドラマ&サウンドトラックDisc（レモン・ブロウニング）
- 創竜伝（鳥羽茉理）
- Wジュリエット（野村つぐみ）
- 電脳少女歌劇団（アセンブラ）
- ドラゴンクエスト列伝 ロトの紋章（ルナフレア）
- ドラゴンナイト（ルナ）
- ドリームハンター麗夢 南麻布魔法倶楽部（斑鳩日登美）
- バイオハザード2（エイダ・ウォン）
- ハイスクール・オーラバスター『天使はうまく踊れない』（神原亜衣）
- 爆れつハンターシリーズ
- 星くずパラダイス（伊集院ありす）
- 星くずパラダイス2 〜宝船歌謡大全〜（伊集院ありす）
- 無限のフロンティアEXCEED×スーパーロボット大戦OG スペシャルドラマCD「無限の扉絵」（アルフィミィ、エクセレン・ブロウニング）
- ろくでなしBLUES（今井和美）
- Tonbi!ジェネレーションイメージアルバム（幕田柊子）
- スーパーロボット大戦OG び〜ち・でゅえら〜ず（エクセレン・ブロウニング）

### 吹き替え

#### 担当女優
サラ・ミシェル・ゲラー
- サウスランド・テイルズ（クリスタ・ナウ）
- シャッフル2 エクスチェンジ（ジェス）
- THE JUON/呪怨（カレン・デイヴィス）
- 呪怨 パンデミック（カレン・デイヴィス）
- バフィー 〜恋する十字架〜（バフィー・アン・サマーズ）

メグ・ライアン
- D.O.A.（シドニー・フラー）
- めぐり逢えたら（アニー・リード）※フジテレビ版
- ユー・ガット・メール（キャスリーン・ケリー）※フジテレビ版

#### 映画
- アーネスト、クリスマスを救え!（ハーモニー・スター＝パメラ・トレントン〈ノエル・パーカー〉）
- アイアン・イーグル（エミー）※TBS版
- アライバル/侵略者（シャー〈テリー・ポロ〉）※テレビ朝日版
- 嵐が丘（イザベラ・リントン〈ソフィー・ワード〉）
- インタビュー・ウィズ・ヴァンパイア（イヴェット〈タンディ・ニュートン〉）※フジテレビ版
- インビジブル（サラ・ケネディ〈キム・ディケンズ〉）※テレビ朝日版
- ヴァンパイア・イン・ブルックリン（リタ〈アンジェラ・バセット〉）※フジテレビ版
- ウェイトレス 〜おいしい人生のつくりかた（ドーン〈エイドリアン・シェリー〉）
- エスケープ・フロム・L.A.（タスリマ〈ヴァレリア・ゴリノ〉）※フジテレビ版
- エルム街の悪夢（ティナ・グレイ）※フジテレビ版
- オフビート（レイチェル〈メグ・ティリー〉）※テレビ東京版
- ガールフレンドは未来人（アラーナ〈キャサリン・カレン〉）
- ガイバー/ダークヒーロー（コリ・エドワード）
- カジュアリティーズ（オアン）※フジテレビ版
- キックボクサー（マイリー）
- キングコング（ドワン〈ジェシカ・ラング〉）※日本テレビ版
- クリフハンガー（サラ）※フジテレビ版
- 刑事ジョー ママにお手あげ ※フジテレビ版
- ゴールデン・チャイルド（キー・ナン〈シャーロット・ルイス〉）※テレビ朝日版
- 恋の時給は4ドル44セント（ジョジー・マクレラン〈ジェニファー・コネリー〉）
- 心の旅（リンダ〈レベッカ・ミラー〉）※フジテレビ版
- サムシング・ワイルド（オードリー・ハンケル”ルル”〈メラニー・グリフィス〉）
- G.I.ジェーン（ブロンデル〈ルシンダ・ジェニー〉）※フジテレビ版
- 死海殺人事件（ジニー・ボイントン）
- ジキル博士はミス・ハイド（セーラ・カーヴァー）※フジテレビ版
- 地獄のシンジケート/CIA・薔薇の戦慄（エリカ〈コニー・セレッカ〉）※テレビ東京版
- 地獄のプリズナー/狙われた美人教師（ジョシュ〈ブライアン・ボンソール〉）
- 失踪（リン〈パーク・オーヴァーオール 〉）
- 死の接吻（ロージー・キルマーティン〈キャスリン・アーブ〉）
- ジム・キャリーinロングウェイ・ホーム（アリソン〈ロリ・ロックリン〉）
- ジム・ヘンソンのウィッチズ/大魔女をやっつけろ!（アーヴィン〈ジェーン・ホロックス〉、エリカ〈エルシー・エイデ〉）
- 13日の金曜日 PART8 ジェイソンN.Y.へ（レニー）※フジテレビ版
- ジュマンジ（ジュディ・シェパード〈キルスティン・ダンスト〉）※フジテレビ版
- ショート・サーキット2 がんばれ!ジョニー5（サンディ・バナトーニ〈シンシア・ギブ〉）※日本テレビ版
- 処刑ライダー ※テレビ朝日版
- ジョン・キャンディの夢におまかせ（ルイーズ〈マリエル・ヘミングウェイ〉）
- 死霊のはらわたIII/キャプテン・スーパーマーケット（シーラ〈エンベス・デイヴィッツ〉）
- 新桃太郎3/聖魔大戦（妖鬼姫）
- スクービー・ドゥー2 モンスターパニック（ヘザー〈アリシア・シルヴァーストーン〉）
- スターゲイト（オペレーター）※フジテレビ版
- スリーパーズ（キャロル〈ミニー・ドライヴァー〉）※フジテレビ版
- スリーメン&ベビー（サリー）※フジテレビ版
- 世界中がアイ・ラヴ・ユー（スカイラー〈ドリュー・バリモア〉）
- 世界の涯てに（イー〈ジョシー・ホー〉）※ビデオ版
- 続・西太后（毅皇后）
- ゾンビ・ハイスクール（アンドレア〈ヴァージニア・マドセン〉）※フジテレビ版
- ターミナルフォース/叛逆のサイバーコップ（カクテルウェイトレス）
- ダウンドラフト（ベイブ）
- TAXi（リリー〈マリオン・コティヤール〉）※フジテレビ版
- TAXi3（リリー〈マリオン・コティヤール〉）※フジテレビ版
- チャイニーズ・オデッセイ（ジーハ/キンハ〈アテナ・チュー〉）
- チャイニーズ・ゴースト・ストーリー2（チュン・ユッチー〈ミッシェル・リー〉）※テレビ東京版
- 超時空兵団APEX（ナターシャ・シンクレア）
- ツイ・ハークのゴーストホーム/13日の金曜日の妻たちへ（ミス・ゴ〈サンドラ・ン〉）
- トゥルーライズ（ディナ・タスカー〈エリザ・ドゥシュク〉）※フジテレビ版
- ドク・ハリウッド（ルー〈ジュリー・ワーナー〉）※フジテレビ版
- トム・クルーズ/栄光の彼方に（トレイシー〈ペイジ・プライス〉）※日本テレビ版
- ドラゴンキッド/少女戦士'88（シャオロウ〈リン・シャオロウ〉）※テレビ東京版
- トリック・ベイビー（クリスタル〈ナターシャ・リオン〉）
- ネメシスシリーズ（アレックス〈スー・プライス〉）
  - ネメシス2
  - ネメシス3
  - ネメシス4
- ノック・オフ（カレン・リー）※ソフト版
- ハイスクール・ドリーム（マーガレット）
- ハイランダー3/超戦士大決戦（アレックス〈デボラ・カーラ・アンガー〉）
- バウンド（ヴァイオレット〈ジェニファー・ティリー〉）※ソフト版
- バタリアン2（ルーシー）
- バックファイヤー!（サラ〈キャシー・アイアランド〉）
- バッドサンタ（スー〈ローレン・グレアム〉)
- 800万の死にざま（サニー〈アレクサンドラ・ポール〉）
- 母の眠り（ジュールズ〈ローレン・グレアム〉）
- 薔薇の素顔（ソンドラ〈レスリー・アン・ウォーレン〉）※テレビ東京版
- ビリー・バスゲイト（ベッキー〈モイラ・ケリー〉）
- ピンクの豹（ダーラ王女〈クラウディア・カルディナーレ〉）※テレビ東京版
- ブーメラン（アンジェラ〈ハル・ベリー〉）※フジテレビ版
- プラクティカル・マジック（カイリー〈エヴァン・レイチェル・ウッド〉）
- プロジェクト・イーグル（エルザ〈エバ・コーボ〉）※フジテレビ版
- ブロス/やつらはときどき帰ってくる（ケイト）※テレビ東京版
- ペイルライダー（ミーガン・ウィーラー）
- ベティ・ルーは犯罪者（ベティ・ルー〈ペネロープ・アン・ミラー〉）
- ヘブンズ・ゲート（カレン・グッドリーフ）
- ホーム・アローン（ヘザー・マカリスター〈クリスティン・ミンター〉）※フジテレビ版
- ホーム・アローン2（トレイシー・マカリスター〈センタ・モージズ〉）※フジテレビ版
- ポセイドン・アドベンチャー2（テレサ〈アンジェラ・カートライト〉）
- 炎のエクスタミネーター/非情の黙示録（ラン〈タムリン・トミタ〉）
- ホワイトハウス狂騒曲（シリア・カービー〈ヴィクトリア・ローウェル〉）※フジテレビ版
- マージョリーの告白（ジャニーン〈ジェイミー・ガーツ〉）
- マッキーとマック（ジェニー・ブレア〈サラ・サワトスキー〉）
- マッド・シティ（ローズ〈タミー・ローレン〉）※フジテレビ版
- マローン/黒い標的（ジョー〈シンシア・ギブ〉）※テレビ東京版
- モータル・コンバット（キタナ〈タリサ・ソト〉）※ビデオ版
- モール・ラッツ（ブランディ〈クレア・フォーラニ〉）
- 屋根裏部屋の花たち（キャシー〈クリスティ・スワンソン〉）
- 48時間 ※テレビ朝日版
- ラスト・アクション・ヒーロー（ホイットニー・スレイター〈ブリジット・ウィルソン＝サンプラス〉）※フジテレビ版
- ラスト・ボーイスカウト（コリー〈ハル・ベリー〉）※フジテレビ版
- リック（フランシス）
- ルームメイト（ヘディ〈ジェニファー・ジェイソン・リー〉）※ソフト版
- 霊幻道士 ザ・ムービー 空飛ぶドラキュラ・リターンズ（アン）
- レッド・ブロンクス（ナンシー〈フランソワーズ・イップ〉）※フジテレビ版
- ロミーとミッシェルの場合（クリスティ・マスターズ）
- 私がこわされるとき（キャサリン・ポダラス〈アイオン・スカイ〉）
- ワンス・アポン・ア・タイム・イン・チャイナ外伝/アイアンモンキー（シューラン）

#### ドラマ
- アボンリーへの道
- アルフ（ハンナ）
- 宇宙船レッド・ドワーフ号（ニルヴァーナ・クレイン〈ジェーン・ホロックス〉）
- X-ファイル シーズン1 #22（シャロン・ラザード刑事〈マギー・ウィーラー〉）
- NYPDブルー（ロビン・ワーカス〈デブラ・ファレンティノ〉）
- 狼女の香り（ランディ・ウォレス）
- 恐竜家族（ウェンディ）
- ザ・シークレット・エージェント3（ヤミラ・デソト）
- CSI:マイアミ
  - シーズン2 #9
- シャーロック・ホームズの冒険 犯人は二人（アギー）
- 新アウターリミッツ
  - シーズン1 #8（イザベラ・ピアース〈ケリー・ローワン〉）
- スターゲイト SG-1（ハトル）
- スタートレック:ヴォイジャー
  - シーズン5 #17（タル）
- 素晴らしき日々（ホワイト先生）
- 第一容疑者2 顔のない少女（サンドラ）
- チャームド〜魔女3姉妹〜（幼少時 プルーデンス"プルー"・ハリウェル）
- 超音速ヒーロー ザ・フラッシュ（テリー・クローネンバーグ〈リサ・ダー〉）※日本テレビ版
- ニキータ（カーラ）
- パパにはヒ・ミ・ツ
  - シーズン1 #4（ハンター夫人）
- ビバリーヒルズ高校白書（アンドレア・ザッカーマン〈ガブリエル・カーテリス〉）
- ビバリーヒルズ青春白書（アンドレア・ザッカーマン〈ガブリエル・カーテリス〉）
- ふたりは最高!ダーマ&グレッグ
  - シーズン3 #12（ベティ）
  - シーズン4 #16（サンディ）
- ふたりは友達? ウィル&グレイス（エレン）
- フルハウス
  - シーズン6 #22（レイチェル）
- 炎のテキサス・レンジャー（アレックス・ケイヒル）
- マペット放送局（サンドラ・ブロック）
- ミッキーマウス60周年記念（ミニーマウス、ジェニファー・キートン〈ティナ・ヨーザーズ〉）
- わんぱくフリッパー
  - シーズン1 #30（エラ・ベイリー）※ビデオ版

#### アニメ
- ディズニー 各作品（ミニーマウス〈初代〉）※BVHE版
- アイドル忍者タートルズ（マーシャ）
- 子猫になった少年（ゴールディ〈エレン・グリーン〉）
- スヌーピー&チャーリー・ブラウン（ピッグ・ペン、バイオレット、フリーダ）
- タイニー・トゥーンズ（スウィーティー）
- Hi Hi Puffy AmiYumi（ジュリー）
- ハウス・オブ・マウス（ミニーマウス、ミセス・タートル、ミセス・パッカード）
- バットマン
- バルト（ロージー）
- マスク・アニメーション（ペギー・ベラント）
- ミッキーの悪いやつには負けないぞ!（ミニーマウス、クララベル・カウ）
- リトル・マーメイド（パール）

### テレビドラマ
- アリエスの乙女たち
- 東映不思議コメディーシリーズ
  - 勝手に!カミタマン
  - じゃあまん探偵団 魔隣組（第6話「ジゴマの晩餐」、高級レストランの客）
- 横溝正史スペシャル 死仮面[88][10]
- 世にも奇妙な物語20周年スペシャル・春 〜人気番組競演編〜「まる子と会える町」（お姉ちゃん〈さくらさきこ〉の声）

### ラジオ
- NG騎士ラムネ&40EX2 ユラユラ銀河帝国大混戦!（アップル・ティ）
- 水谷優子のアニメ探偵団II（初期は『アニメ探偵団』）
- ポリケロシリーズ
  - ポリケロののわぁんちゃってSAY YOU!
  - ポリケロかしまし
  - ポリケロいろいろ
  - ポリケロこんじゃく
  - 一生ポリケロ
- 野村宏伸のグッドフィーリング・マイヒーロー（1989年4月 - 1991年3月、FM愛知・FM東京ほか、番組内ラジオドラマ脇役やゲストトークアシスタントを川村万梨阿らと週替わりで担当）
- 野村宏伸のスーパー&ニュー〜イカした仲間たち（1991年4月 - 1996年3月、上記より引き続き）
- 青春アドベンチャー　ラジオドラマ「タイム・リーパー」（1998年7月13日 - 24日、NHK-FM） - 中川春名 役[89]

### CD
- ももいろシスターズ（大谷ゆかり）
- ガンドライバー（ルビー）
- 燃えよドラゴンズ!! '91 大竜界 - 同CD収録曲『勇気プリプリまっぷりま』の歌唱を担当。
- 急げタクシー - 山本正之とのデュエット曲。
- 危ない土曜日 - DELUXE エリアル接触編 THE BEGINNING エンディング主題歌。キャンディーズの同名曲を富沢美智恵、林原めぐみとの三人組でカバー。
- デジモンアドベンチャー02 ベストパートナー (6) 武之内空 & ピヨモン
- 星くずパラダイス STAR DUST MEMORY SERIES 3 お花畑でラッタッタ（伊集院ありす）
- Vジャンプラネット 史上最大の歌合戦（エリザベス真木）

#### 個人名義
- そよ風色のLove Call
- 元気-ドキドキしたい-
- APPALE
- YOUMIX
- VIBIT
- さらさら
- Under the Rose
- purring

### 映像作品
- シング アロング ソング ディズニー ミュージカル ワールド Vol.9（1994年、ミニーマウスの声）
- 東京ディズニーランド ミュージカル・ツアー（1998年、ミニーマウスの声）
- 東京ディズニーランド 15thアニバーサリースペシャル/ミッキーが全部見せます！（1999年、ミニーマウスの声）
- 東京ディズニーランド さよならディズニー・ファンティリュージョン（2001年、ミニーマウスの声）
- 東京ディズニーリゾート ドリームフォースマイルII《ダイジェスト版》スペシャルイベント編 ショー&パレード編（2015年、ミニーマウスの声）

### CM・ナレーション
- TVチャンピオン 『ヲタクを萌えさせる職人達 フィギュア王選手権』（ナレーション〈エクセレン・ブロウニングの声〉）
- アニメイトカセットコレクション やったらこうなっちゃったナディア（マリー、イコリーナ）
- ヰセキコンバイン 『ピコロ』（1999年、同社のマスコットキャラクター「さなえちゃん」〈2代目〉の声）
- ヰセキ 『ISEKIふれ愛キャンペーン』（2005年、前述のコンバイン「ピコロ」と同様）
- 有限会社だいだい わが子に教えられる算数（稲葉詩織）
- BSフジ番組宣伝ナレーション
- 土曜スペシャル『グルメ四天王が行く・うまい店教えます』（テレビ東京）ナレーション
- 金曜ロードSHOW! 2013年夏ジブリ特集、それ以降も不定期で副音声解説（アイパートナーを）担当。
- Let's天才てれびくん（けにまぬがあ）

### その他の出演
- それいけ!アンパンマンの劇場版、クリスマススペシャル（副音声・解説放送[90]）
- 東京ディズニーリゾート（ミニーマウス）
- ディズニーオンアイス（ミニーマウス）
- ディズニーライブ（ミニーマウス）

## 著書
- コバルト文庫
  - 声優シンデレラ（イラスト：北川みゆき） ISBN 4-08-611855-6
  - 声優シンデレラ 〜デビュー編〜（イラスト：北川みゆき） ISBN 4-08-614023-3
  - 声優シンデレラ 〜完結編〜（イラスト：北川みゆき） ISBN 4-08-614085-3
- メディアワークス
  - ケロリンな日々 ISBN 4-07-303491-X

## グラビア
- 「水谷優子 今さら友だちのWA!」三木浩也編『アニメV』学習研究社、1992年6月号
- 「水谷優子」『キャラクターボイスコレクション 女性編』角川書店、1994年12月
- 『あかほりさとるのわぁんちゃって SAY YOU! Vol.1』白夜書房、1995年8月
- 『のわぁんちゃって SAY YOU! Vol.2』白夜書房、1995年11月
- 「水谷優子 グラビアインタビュー」『アニラジグランプリ 第3号』主婦の友社、1996年5月
- 「水谷優子 フィクションの波を泳ぐ人魚」上崎よーいち著『MPEG SPECIAL Vol.3』アスキー、1996年12月